# Echiothrix
Az Echiothrix az emlősök (Mammalia) osztályának a rágcsálók (Rodentia) rendjébe, ezen belül az egérfélék (Muridae) családjába tartozó nem.

## Rendszerezés
A nembe az alábbi 2 faj tartozik:
- Echiothrix centrosa Miller & Hollister, 1921
- fehérfarkú sünpatkány (Echiothrix leucura) Gray, 1867 - típusfaj